# Iris Chang

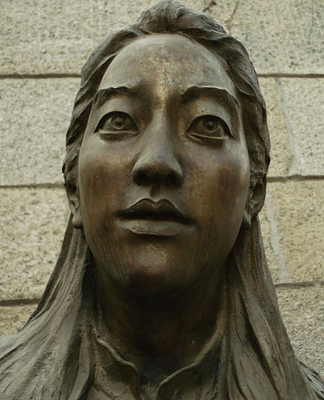
Iris Chang

Iris Shun-Ru Chang (張純如; Princeton, 28 maart 1968 - Californië, 9 november 2004) was een Chinees-Amerikaans schrijfster, journaliste en historica. Ze werd geboren in Princeton (New Jersey) als kind van Chinese immigranten en groeide op in Champaign (Illinois). Nadat ze korte tijd had gewerkt bij een krant in Chicago begon ze een carrière als schrijfster. Ze is bekend van drie boeken over de Aziatische of Aziatisch-Amerikaanse geschiedenis.
Haar eerste boek Thread of the Silkworm verscheen in 1995. Het boek vertelt het verhaal van de Chinese hoogleraar Tsien Hsue-shen ten tijde van de overgang naar het communisme in China. Nadat hij jarenlang het Amerikaanse leger had geholpen werd hij plotseling gevangengenomen en naar China getransporteerd. In China raakte hij betrokken bij de ontwikkeling van de Silkworm missile, een kruisraket tegen schepen.
Haar tweede boek, The Rape of Nanking maakte Iris Chang bekend. Het boek gaat over de "vergeten Holocaust" in Nanjing, waar Japanse soldaten mogelijk meer dan 300.000 mensen vermoordden, bekendstaand als het Bloedbad van Nanking. Het boek bracht de Japanse regering in verlegenheid en is nooit in Japan verschenen.
Haar derde en laatste boek, The Chinese in America (2003), beschrijft de geschiedenis van Chinese immigranten in de Verenigde Staten.  
Bij het onderzoek voor haar vierde boek, dat zou gaan over Amerikaanse soldaten die op de Filipijnen vochten tegen Japanners tijdens de Tweede Wereldoorlog, kreeg ze last van psychische problemen. Ook nadat ze uit het ziekenhuis was ontslagen, bleef ze last houden van depressies. Op 9 november 2004 werd ze dood aangetroffen in haar auto langs een snelweg in Californië. Ze bleek zichzelf door het hoofd te hebben geschoten. 
Iris Chang was getrouwd en had een twee jaar oude zoon op het moment van haar zelfmoord.